# Mesosemia sidonia
Mesosemia sidonia är en fjärilsart som beskrevs av Hans Ferdinand Emil Julius Stichel 1924. Mesosemia sidonia ingår i släktet Mesosemia och familjen Riodinidae. Inga underarter finns listade i Catalogue of Life.